# Načešice
Obec Načešice se nachází v okrese Chrudim, kraj Pardubický. Žije zde 657 obyvatel.

## Části obce
- Načešice
- Licomělice

Od 1. ledna 1976 do 30. srpna 1990 k obci patřily i Vyžice.

## Historie
První písemná zmínka o obci je z roku 1382.